# Robert Boateng
Robert Kwabena Boateng (* 3. Juli 1974 in Obuasi) ist ein ehemaliger ghanaischer Fußballspieler.

## Leben
Robert Boateng stammt aus Ghana und ist der Onkel von Kevin-Prince, George und Jérôme Boateng.

## Fußball-Karriere
Boateng startete seine Karriere bei Goldfields Obuasi. Im Frühjahr 1995 wechselte er zu Asante Kotoko und wurde Profi.
1997 unterschrieb er bei Rosenborg BK in Norwegen und wurde auf Anhieb Meister in der Tippeligaen. Boateng blieb die nächsten drei Spielzeiten in der Tippeligaen bei RBK und spielte in der Saison 2000/01 zwei Qualifikationsspiele für die UEFA Champions League. In seiner Zeit bei Rosenborg wurde er viermal Meister in der Tippeligaen. Nach vier Jahren bei RBK verließ er den Verein im Dezember 2000 und kehrte zu King Faisal Babes nach Ghana zurück. Zur Saison 2003 der Ghana Premier League beendete er seine Karriere.

### Internationale Einsätze
Boateng lief für die ghanaische Nationalmannschaft in zehn Länderspielen auf und erzielte dabei ein Tor. Boateng stand zudem im Kader für den 1997 ausgetragenen Korea Cup.